# Dusona perditator
Dusona perditator là một loài tò vò trong họ Ichneumonidae.